# کاندولس، پادشاه لیدیه، همسر خود را در حالی که به رختخواب می‌رود، پنهانی به وزیرش ژیگس نشان می‌دهد
کاندولس، پادشاه لیدیه، همسر خود را پنهانی به ژیگس، یکی از وزیران خود، در حالی که او به رختخواب می‌رود، نشان می‌دهد (به انگلیسی: Candaules, King of Lydia, Shews his Wife by Stealth to Gyges, One of his Ministers, as She Goes to Bed) که گاهی در گذشته با عنوان بی‌تدبیری کاندولس شناخته می‌شد، یک نقاشی رنگ روغن روی بوم اثر هنرمند انگلیسی ویلیام اِتی است که برای اولین بار در سال ۱۸۳۰ در آکادمی سلطنتی به نمایش گذاشته شد. این نقاشی یک صحنه از تاریخ‌نامه اثر هرودوت را نشان می‌دهد، که در آن کاندولس، پادشاه لیدیه، یکی از وزیران خود یعنی ژیگس را به اتاق خواب زوجین دعوت می‌کند تا در اتاق خواب پنهان شود و درحالی که همسرش نیسیا لباس‌هایش را درمی‌آورد او را ببیند تا زیبایی همسرش را به ژیگس ثابت کند. نیسیا متوجه ژیگس می‌شود که دارد او را مشاهده می‌کند و او را به چالش می‌کشد که یا اعدام خودش را بپذیرد یا «کاندولس» را به عنوان مجازات بکشد. ژیگس انتخاب می‌کند «کاندولس» را بکشد و جای او را به عنوان پادشاه بگیرد. این نقاشی لحظه‌ای را نشان می‌دهد که نیسیا، هنوز هیچ اطلاعی از اینکه کسی غیر از شوهرش او را مشاهده می‌کند ندارد، آخرین لباسش را درمی‌آورد.
اِتی امیدوار بود که مخاطبان از این نقاشی درس اخلاقی بگیرند که زنان مال و اموال نیستند و مردانی که به حقوق آن‌ها تجاوز می‌کنند، با عدالت باید مجازات شوند، اما او تلاش چندانی برای توضیح این موضوع برای مخاطبان انجام نداد. این نقاشی بلافاصله بحث‌برانگیز شد و به عنوان ترکیبی بدبینانه از یک تصویر مستهجن و روایتی خشونت‌آمیز و ناخوشایند تلقی شد و به عنوان یک اثر هنری غیراخلاقی که از یک هنرمند خارجی و نه بریتانیایی انتظار می‌رود به شدت محکوم شد.
این نقاشی را رابرت ورنون در زمان برگزاری در نمایشگاهی که خودش ترتیب داده بود خرید و در سال ۱۸۴۸ یکی از نقاشی‌هایی بود که ورنون به ملت اهدا کرد. این اثر در سال‌های بعد همچنان شهرت جنجالی خود را حفظ کرد. نشریه هنری «آرت ژورنال» زمانی که حقوق تکثیر کالکشن پیشین ورنون را در سال ۱۸۴۹ خرید، نسخه‌های کپی از نقاشی «کاندولس» را توزیع نکرد. در سال ۱۹۲۹، این نقاشی به همراه تعدادی از نقاشی‌های دیگر به گالری تازه توسعه یافته تیت منتقل شد.

## زمینه

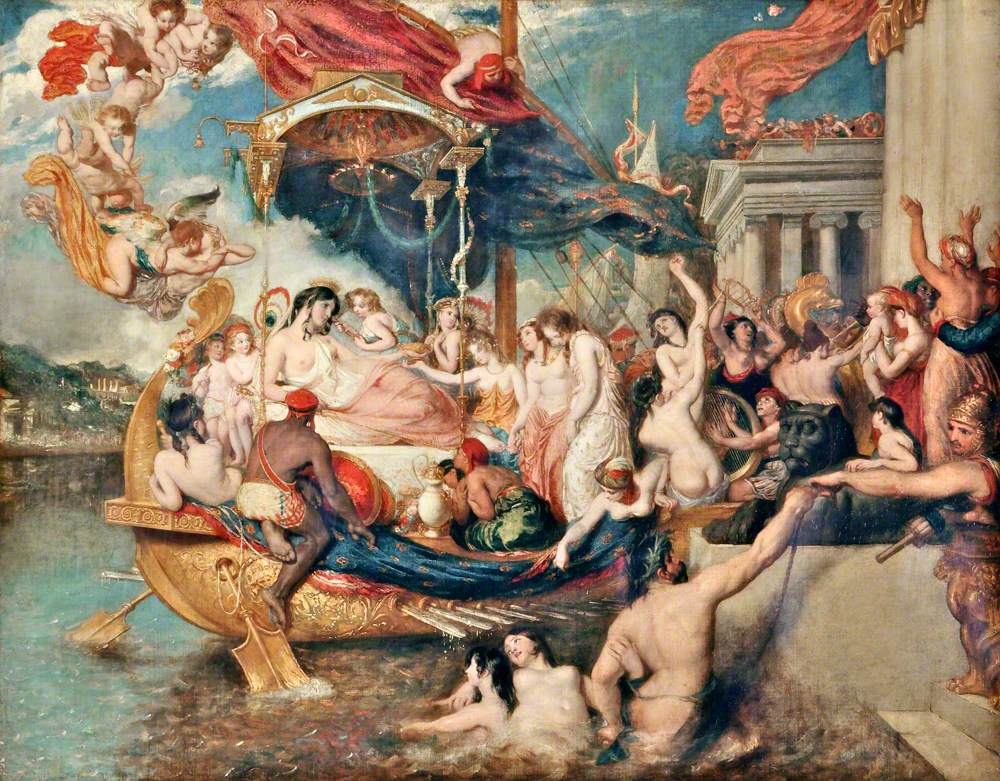
ورود کلئوپاترا به کیلیکیه باعث شهرت اِتی به عنوان یک هنرمند شد و موفقیت آن او را بر آن داشت تا چهره‌های برهنه بیشتری را در صحنه‌های تاریخی نقاشی کند.

ویلیام اِتی (۱۷۸۷–۱۸۴۹)، هفتمین پسر یک نانوا و آسیابان اهل یورک، در ابتدا شاگرد چاپخانه در هال بود، اما پس از هفت سال کارآموزی، در سن ۱۸ سالگی به لندن رفت تا هنرمند شود. او که به شدت تحت تأثیر آثار تیسین و روبنس قرار گرفته بود، تعدادی نقاشی را به آکادمی سلطنتی هنر و مؤسسه بریتانیا ارسال کرد که همه آنها یا رد شدند یا در زمان نمایش توجه کمی را به خود جلب کردند. در سال ۱۸۲۱ سرانجام زمانی که آکادمی سلطنتی یکی از آثار او را پذیرفت و به نمایش گذاشت، به شهرت رسید. ورود کلئوپاترا به کیلیکیا (همچنین به عنوان پیروزی کلئوپاترا هم شناخته می‌شود)، به شدت مورد استقبال قرار گرفت و بسیاری از هنرمندان همکار اِتی او را تحسین کردند. او در سال ۱۸۲۸ به عنوان یک آکادمیسین سلطنتی انتخاب شد و جان کانستبل را در این مقام شکست داد.
پس از موفقیت کلئوپاترا، در دهه بعد، اِتی تلاش کرد تا موفقیت خود را با ترسیم چهره‌های برهنه در محیط‌های مرتبط با کتاب مقدس، ادبی و اسطوره‌ای تکرار کند. بین سالهای ۱۸۲۰ و ۱۸۲۹ اِتی ۱۵ نقاشی را به نمایش گذاشت که ۱۴ تای آن فیگورهای برهنه را به تصویر کشیده‌ بودند. با این که برخی آثار برهنه هنرمندان خارجی در مجموعه‌های خصوصی انگلستان وجود داشت، انگلستان هیچ قانونی برای نقاشی برهنه نداشت و نمایش و توزیع آثار برهنه برای عموم از زمان اعلامیه ۱۷۸۷ برای جلوگیری از گناه سرکوب شده بود. اِتی اولین هنرمند بریتانیایی بود که در مطالعات برهنگی تخصص داشت و آن دسته از نقاشی‌هایش که حاوی برهنگی مردان بود، مورد استقبال قرار داشت اما بسیاری از منتقدان تصاویر مکرر او از برهنگی زنان را نادرست و ناپسند دانستند.

## موضوع

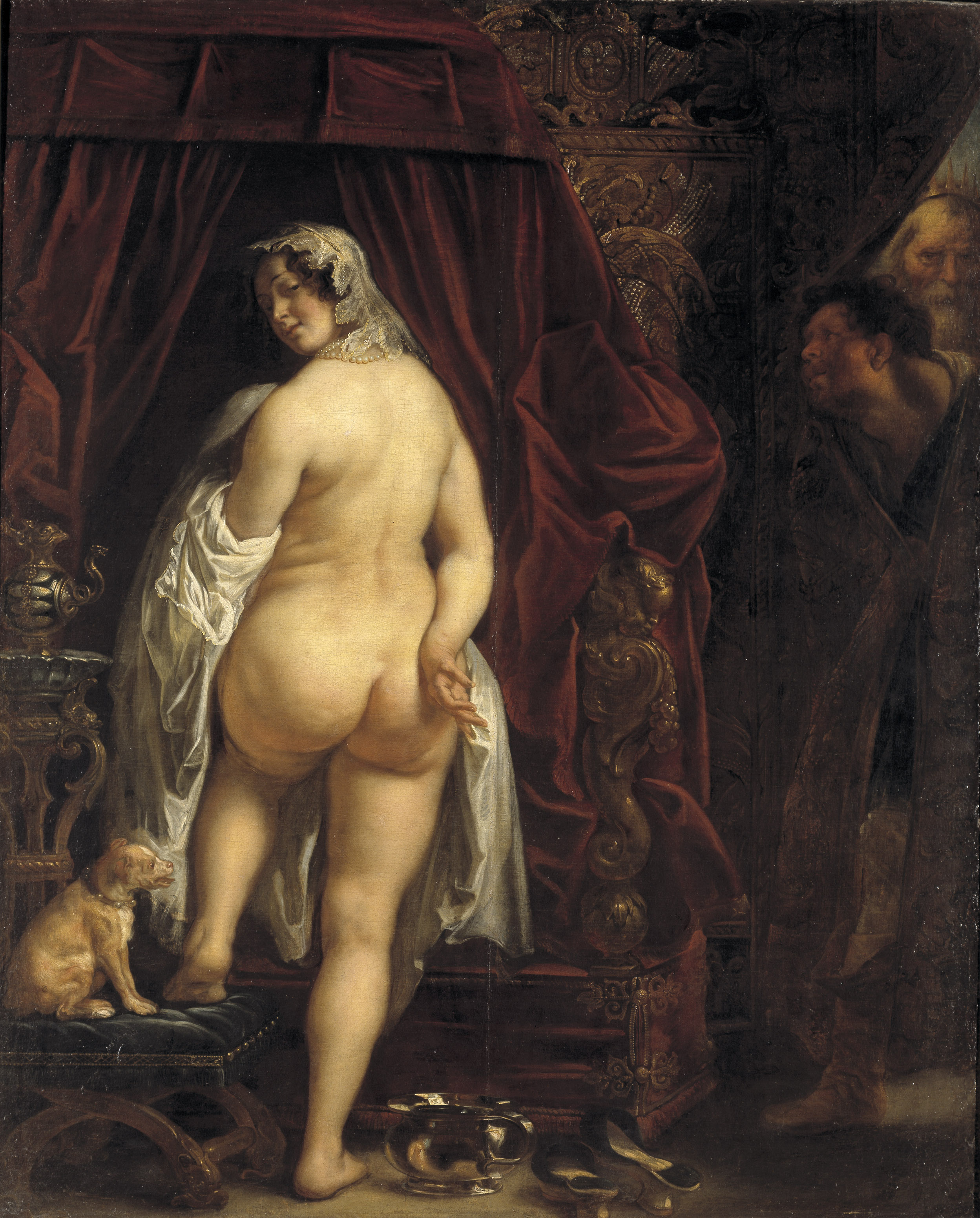
کاندولس همسر خود را به ژیگس نشان می‌دهد. توسط جیکوب جردن، c. 1646. موضوع کاندولس، نیسیا و ژیگس قبلاً توسط جیکوب جردن در سال ۱۶۴۶ نقاشی شده بود. جوردن و اِتی هر دو بدن رنگ پریده نیسیا را در مقابل پارچه قرمز تیره قرار دادند و او را در حالتی مشابه نشان دادند. نقاشی جوردن از قرن هفدهم در سوئد آویزان شده‌است و بعید است که اِتی از وجود آن مطلع بوده باشد.

کاندولس در «کاندولس، پادشاه لیدیه، همسر خود را در حالی که به رختخواب می‌رود، پنهانی به وزیرش ژیگس نشان می‌دهد»، صحنه‌ای از اولین کتاب تاریخ اثر هرودوت را به تصویر می‌کشد. کاندولس، حاکم پادشاهی باستانی لیدیا، باور داشت که همسرش نیسیا زیباترین زن جهان است. او دربارهٔ زیبایی همسرش با محافظ مورد علاقه‌اش ژیگس صحبت کرد و وقتی ژیگس حرف او را تایید کرد، احساس کرد دروغ می‌گوید. بنابراین ترتیبی داد که ژیگس پشت در اتاق خواب پنهان شود و پنهانی نیسیا را در حال درآوردن لباس‌هایش، بدون این که او از این موضوع آگاه باشد، تماشا کند. ژیگس با اکراه پذیرفت که پشت در پنهان شود و نیسیا را در حال برهنه شدن دید بزند. نیسیا، موقعی که ژیگس داشت از اتاق خارج می‌شد، متوجه حضور او شد اما به روی خودش نیاورد.
روز بعد، نیسیا ژیگس را احضار کرد و او را به دلیل نقض عرف جامعه و دید زدن بدن برهنه‌اش محکوم کرد. به ژیگس این انتخاب داده شد که یا «کاندولس» را برای تحریک او در این توطئه بکشد یا داوطلبانه اعدام خود را بپذیرد. او با اکراه تصمیم گرفت با کشتن اربابش جان خود را نجات دهد. شب بعد، ژیگس پشت همان دری که نیسیای برهنه را از آنجا تماشا کرده بود، پنهان شد و «کاندولس» را در حالی که خواب بود چاقو زد و کشت. او سپس نیسیا را به همسری گرفت و خود را پادشاه لیدیه اعلام کرد. پیتیا غیبگوی نیایشگاه دلفی، ژیگس را به عنوان اولین پادشاه سلسله مرمناد تأیید کرد. او ۳۸ سال سلطنت کرد.

## ترکیب بندی
کاندولسِ اِتی لحظه ای را نشان می‌دهد که در آن ژیگس که پشت در پنهان شده بود، برای اولین بار بدن برهنه نیسیا را دید. «کاندولس» برهنه در رختخواب دراز کشیده‌است، در حالی که نیسیا دارد خود را برهنه می‌کند تا آماده شود که به او بپیوندد و ژیگس به آرامی پشت در نوک پا را دور در می‌چرخاند تا نگاهی اجمالی به او بیندازد. نیسیا تکه‌ای پارچه را در دست دارد که یک خط عمودی ایجاد می‌کند و بدن «کاندولس» را در بالای رانهایش قطع می‌کند و موضوعی از جسارت به مردی زیر سلطه زنی قدرتمند را تجسم می‌کند.
اِتی در نظر داشت که بیننده همان حس فضولی و نفوذی را که ژیگس احساس می‌کرد و مجبور به جاسوسی می‌شد، با قرار دادن چهره‌ها به گونه‌ای که هیچ‌کدام به بیرون از تصویر نگاه نمی‌کنند و بیننده مستقیماً پشت نیسیا قرار می‌گیرد و بر زن برهنه اربابش برخلاف میل او و بدون اطلاع او می‌نگرد، احساس کند. چیدمانِ به هم ریخته پارچه‌ها و ویژگی‌های معماری عمداً ماهیت کلاستروفوبیک و ضمنی خشونت‌آمیز صحنه را اغراق می‌کند.
اِتی در طول زندگی حرفه ای خود به‌طور منظم در کلاس زندگی آکادمی سلطنتی حضور داشت. نیسیا در حالتی ایستاده‌است که اِتی بارها طراحی کرده بود، ژست زنی که زانویش را روی پایه‌ای برآمده و یک دستش را بالا آورده و طناب آویزان را در دست دارد. (اِتی در طول زندگی حرفه‌ای خود در نقاشی بازوها مشکل داشت و به طور کلی به سوژه‌هایش نشان می‌داد که بازوهای خود را از بدنشان دور می‌کردند تا تا حد امکان بالاتنه خود را در معرض دید قرار دهند.). ممکن است اِتی با قصد تمایل به تصویر کشیدن زن در این جایگاه و بهانه ای برای نقاشی یک زن در این ژست این موضوع مبهم نقاشی را انتخاب کرده باشد. این تصویر با تأکید بر رنگ و بافت نقاشی شده‌است. مانند بسیاری از آثار اِتی، فیگور زن با جزئیات بیشتری نسبت به بقیه بوم نقاشی شده‌است و احتمالاً اِتی، نیسیا را مستقیماً از یک مدل کلاس زندگی نقاشی کرده‌است و بقیه ترکیب بندی را بعداً در استودیو تکمیل می‌کند.
کاندولس در سال ۱۸۳۰ تکمیل شد و در آکادمی سلطنتی به نمایش گذاشته شد اِتی احساس می‌کرد که درس اخلاقی داستان این است که زنان متعلق به مردان نیستند و اگر مردان، حتی شوهرانشان، حقوق زن را نقض کنند، حق مجازات آنها در حیطه اوست و او حق دارد که انتقام بگیرد. با این حال، او تلاش کمی برای توضیح آنچه در آن زمان، یک دیدگاه غیر متعارف بود، انجام داد، در عوض به بینندگان اجازه داد تا قضاوت خود را در مورد قطعه شکل دهند؛ بنابراین، به طور غیرمعمول برای نقاشی آن زمان، «کاندولس» از نظر اخلاقی بسیار مبهم به نظر می‌رسد و بیننده را به همدردی با «کاندولس» که در امور جنسی بی‌اخلاق بود یا نیسیای قاتل یا ژیگسِ جاسوس دعوت می‌کند.

## انتقادها

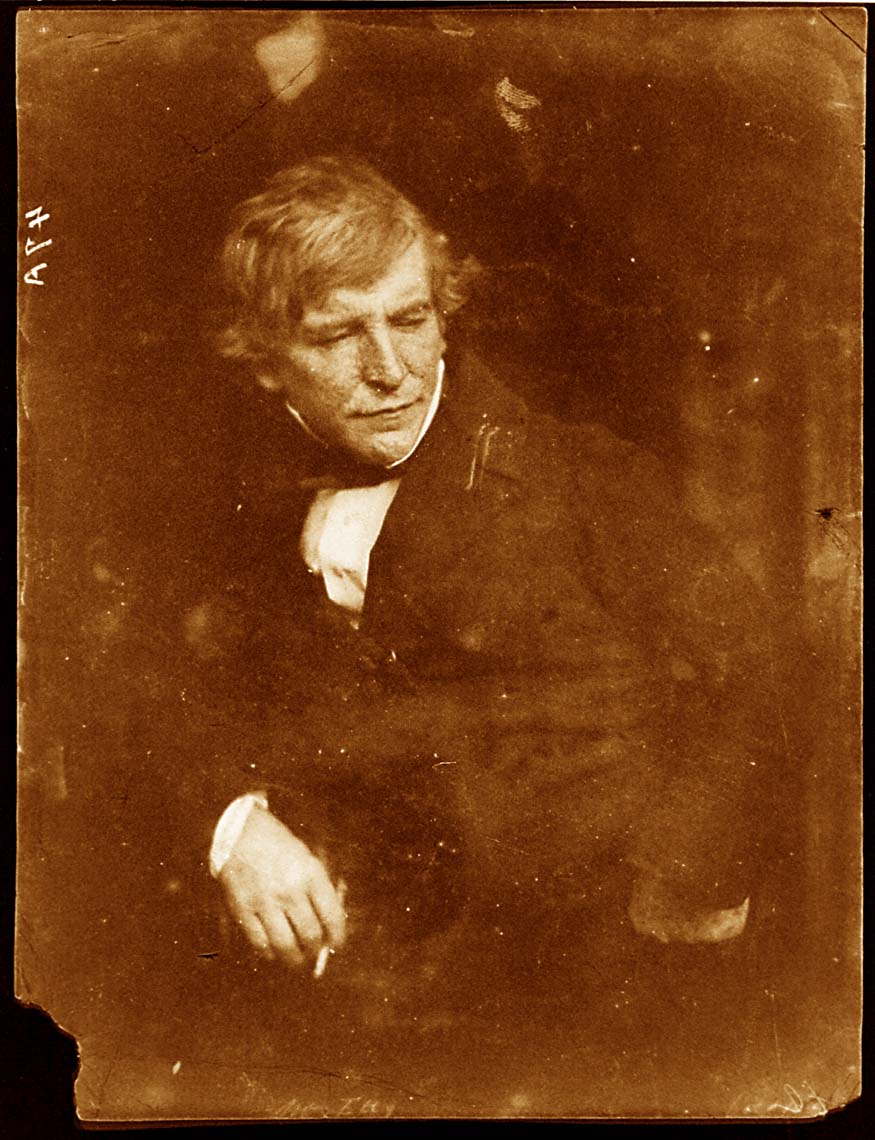
ویلیام اِتی، ۱۸۴۴

مطبوعات از زمان نمایش اولیه «کاندولس، پادشاه لیدیه، همسر خود را در حالی که به رختخواب می‌رود، پنهانی به وزیرش ژیگس نشان می‌دهد»، آن را عنوان ترکیبی تندروانه از تصویر پورنوگرافیک و داستان خشونت‌آمیز و ناخوشایند محکوم کردند و اجماعی نسبی شکل گرفت که این نقاشی برای نمایش عمومی مناسب نیست. نشریه «لیترری گازت» این اثر را «برخلاف نجابت و سلیقه خوب» دانست و محکوم کرد و اِتی را در این تابلو دستخوشِ «احساسات تحقیرآمیزی» دانست که از یک خارجی انتظار می‌رود و نه از «خالص‌ترین» مدرسه نقاشی بریتانیایی. منتقد همچنین از مضمون نقاشی انتقاد کرد و گفت: «به عنوان یک مطالعه آکادمیک، شخصیت مرکزی این گروه ممکن است قابل قبول باشد؛ اما در رابطه با داستان ننگین، سزاوار است که مشفقانه سرزنش شود».
لا بل اسمبلی، یکی از تأثیرگذارترین مجلات زنان بریتانیا، از نمایش دیگر آثار اِتی در نمایشگاه تابستانی تمجید کرد، اما از بررسی «کاندولس» به‌کلی خودداری کرد و گفت: «موضوع برای ما آنقدر توهین‌آمیز است که از آن عبور می‌کنیم». حتی الکساندر گیلچریست، که یکی از قوی‌ترین حامیان اِتی بود، در بیوگرافی اِتی در سال ۱۸۸۵، «کاندولس» را به عنوان «تقریباً تنها نمونهٔ ناخوشایند و به عبارتی قابل اعتراض در میان آثار اِتی توصیف کرد». در حالی که سارا برنیج از دانشگاه یورک در سال ۲۰۱۱ نوشت: «شاید سخت باشد که نقاشی را به عنوان چیزی جز تلاش عمدی هنرمند برای شوک و رسوایی ببینیم».

## میراث

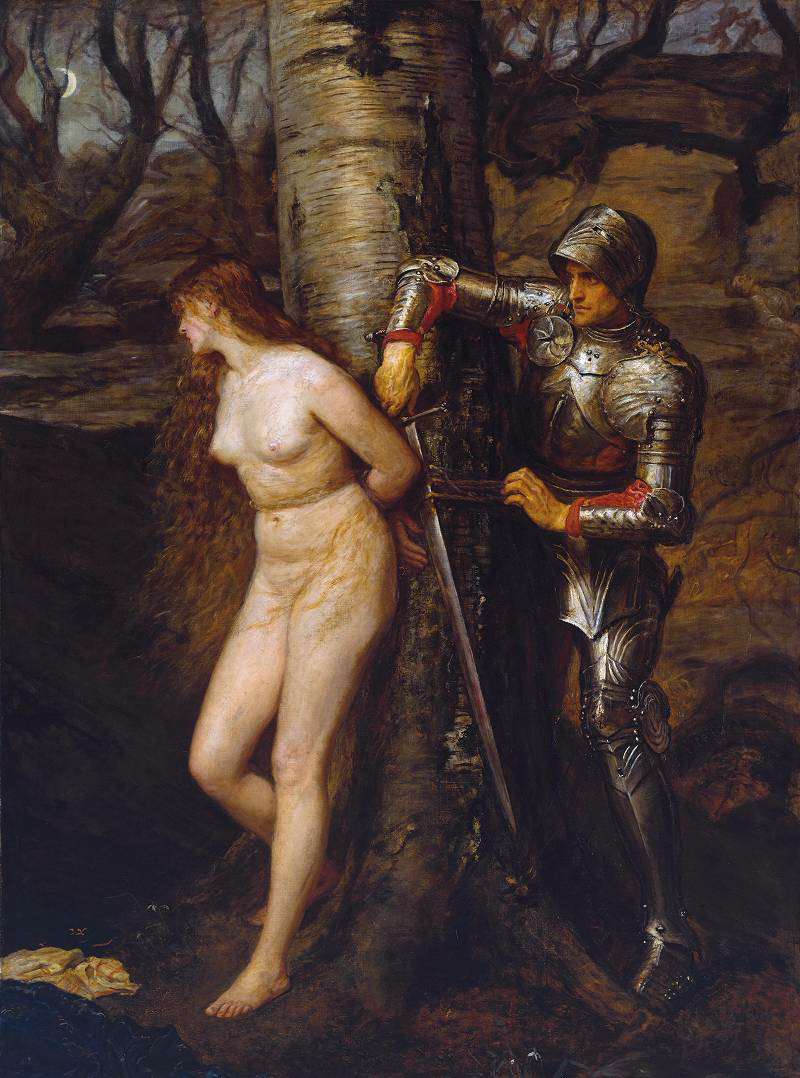
شوالیه سرگردان جان اورت میلاس، یکی از معدود آثار تحت تأثیر «کاندولس» است.

علیرغم خصومتی که اتی در نمایشگاه خود نسبت به «کاندولس، پادشاه لیدیه، همسر خود را در حالی که به رختخواب می‌رود، پنهانی به وزیرش ژیگس نشان می‌دهد» با آن مواجه شد، رابرت ورنون آن را خرید. ورنون که با تأمین اسب برای ارتش ثروت زیادی به دست آورده بود، از عواید آن برای جمع‌آوری یک مجموعه هنری بزرگ استفاده می‌کرد. ورنون مجموعه خود را در سال ۱۸۴۷ به ملت هدیه کرد. البته درآمدنِ «کاندولس، پادشاه لیدیه، همسر خود را در حالی که به رختخواب می‌رود، پنهانی به وزیرش ژیگس نشان می‌دهد» (که یک نقاشی بسیار بحث‌برانگیز بود) به مالکیت دولتی، مایه شرمساری بود. در سال ۱۹۲۹، «کاندولس» به همراه تعدادی از نقاشی‌های دیگر به گالری تازه توسعه یافته تیت منتقل شد و تا سال ۲۰۱۸ همانجا باقی ماند.
در نتیجه بازخوردهای منفی که «کاندولس، پادشاه لیدیه، همسر خود را در حالی که به رختخواب می‌رود، پنهانی به وزیرش ژیگس نشان می‌دهد» با آن مواجه شد، این تابلو، اثری بحث‌برانگیز باقی ماند. زمانی که ساموئل کارتر هال آثاری را برای تصویرسازی آرت ژورنال تازه‌تاسیس خود انتخاب می‌کرد، تبلیغ هنرمندان جدید بریتانیایی را مهم می‌دانست، حتی اگر به معنای تصاویری باشد که برخی از خوانندگان آن را پورنوگرافیک یا توهین‌آمیز می‌دانستند. در سال ۱۸۴۹ هال، حق تکثیر ۱۵۷ تابلویی را که ورنون به ملت داده بود را تأمین کرد، اما علیرغم تمایل او برای انتشار کپی‌های دیگرِ برهنه‌هایِ تحریک آمیزِ اِتی مانند نقاشی حمام کننده، از توزیع نسخه‌های کپی «کاندولس» خودداری کرد.
اندکی پس از خلق  «کاندولس، پادشاه لیدیه، همسر خود را در حالی که به رختخواب می‌رود، پنهانی به وزیرش ژیگس نشان می‌دهد»، اِتی به علت انتقادات مکرر مطبوعات درباره بی‌مزه بودن، بی حیایی و عدم خلاقیت نظری در اثرش، تصمیم به ایجاد یک اثر با مضمون اخلاقی گرفت. در نتیجه، در سال ۱۸۳۲، او «فرشته ویرانگر و اهریمن شیطانی که عیاشی افراد شرور و افراطی را به هم می‌زنند» را کشید. این اثر را بسیاری به عنوان یک تغییر مسیر در کارهای قبلی او و به طور آشکار شهوانی‌تر تلقی کردند. اِتی یک نقاش برجسته آثار برهنه باقی ماند، اما از سال ۱۸۳۲ به بعد تلاش‌های آگاهانه‌ای برای انعکاس درس‌های اخلاقی انجام داد. با وجود این، پس از مرگش در سال ۱۸۴۹، نزد بسیاری همچنان به عنوان یک هنرمند پورنوگرافی در نظر گرفته می‌شد. در سال ۱۸۳۲ مجله ونیتی فیر توانست بنویسد: «من به خوبی می‌دانم که مردان خشن و همراهانشان چگونه در مقابل تصاویری مانند حمام اِتی عمل می‌کنند. من گروه‌های کارگری را دیده‌ام که در حال قدم زدن هستند و از تجربه‌ی شخصیم می‌دانم که علاقه‌ی آن‌ها به هنرهای برهنگی به شدت باعث ایجاد شرم در آنان می‌شود.»
علاقه به اِتی پس از مرگ او کاهش یافت زیرا جنبش‌های جدید، به ویژه پیشارافائلی‌ها و زیبایی‌پرستی، به ویژگی نقاشی در بریتانیا تبدیل شدند و در پایان قرن نوزدهم ارزش تمام نقاشی‌های او به کمتر از قیمت اولیه‌شان رسید.
تعداد بسیار کمی از هنرمندان بعدی تحت تأثیر اِتی قرار گرفته‌اند و یکی از اندک آثار بعدی که می‌توان آن را به عنوان تأثیر «کاندولس، پادشاه لیدیه، همسر خود را در حالی که به رختخواب می‌رود، پنهانی به وزیرش ژیگس نشان می‌دهد» در نظر گرفت، نقاشی «شوالیه سرگردان» است که در سال ۱۸۷۰ جان اورت میلی آن را نقاشی کرده‌است. این اثر، تصویر نجات یک زن ناامید را که برهنه شده و به یک درخت بسته شده‌است، به تصویر می‌کشد. «شوالیه سرگردان» بازگشتی به سبکی بود که اِتی در «کاندولس» توسعه داده بود و بیننده را به احساس همکاری در شاهد بودن از تحقیر جنسی زن می‌کشاند و به ویژه در نسخه‌های اولیه که چهره زن قابل مشاهده بود، انتقادات مشابهی را برانگیخت.

## یادداشت
1. ↑  The Imprudence of Candaules
2. ↑  William Etty RA (10 March 1787 – 13 November 1849)
3. ↑  Candaules Showing His Wife to Gyges
4. ↑  The Literary Gazette
5. ↑  Millais's The Knight Errant
6. ↑  The Art Journal
7. ↑  Vanity Fair (British magazine)
8. ↑  Victorian painting

### ارجاعات
1. ↑  "William Etty". Oxford Dictionary of National Biography (online ed.). Oxford University Press. doi:10.1093/ref:odnb/8925. (Subscription or UK public library membership required.)
2. ↑  Gilchrist 1855, p. 23.
3. ↑  "William Etty". Oxford Dictionary of National Biography (online ed.). Oxford University Press. doi:10.1093/ref:odnb/8925. (Subscription or UK public library membership required.)
4. 1 2  Burnage 2011b, p. 31.
5. ↑  Burnage 2011a, p. 118.
6. 1 2  "About the artist". Manchester Art Gallery. Archived from the original on 11 February 2015. Retrieved 10 February 2015.
7. 1 2  Burnage 2011b, p. 32.
8. ↑  Smith 2001b, p. 53.
9. ↑  Smith 2001b, p. 55.
10. ↑  Burnage - 2011b - 32-33
11. 1 2 3 4  Robinson 2007, p. 157.
12. 1 2 3 4 5 6  Burnage 2011a, p. 127.
13. ↑  Herodotus، تاریخ هرودوت 1.8
14. ↑  Herodotus، تاریخ هرودوت 1.9
15. ↑  Herodotus، تاریخ هرودوت 1.10
16. ↑  Herodotus، تاریخ هرودوت 1.11
17. ↑  Herodotus، تاریخ هرودوت 1.12
18. ↑  Herodotus، تاریخ هرودوت 1.13
19. ↑  Herodotus، تاریخ هرودوت 1.15
20. 1 2 3 4  Smith 2001a, p. 133.
21. ↑  Smith 1996, p. 86.
22. ↑  Smith 1996, p. 87.
23. ↑  "Candaules, King of Lydia, Shews his Wife by Stealth to Gyges, One of his Ministers, as She Goes to Bed, William Etty, exhibited 1830". London: Tate. Retrieved 16 December 2017.
24. ↑  Smith 1996, pp. 86–87.
25. ↑  Burnage & Bertram 2011, p. 24.
26. 1 2  Robinson 2007, p. 159.
27. 1 2  Fine Arts Exhibition of the Royal Academy". The Literary Gazette, and Journal of Belles Lettres, Arts, Sciences. London: W. A. Scripps (696): 339. 22 May 1830.
28. ↑  "Fine Arts' Exhibitions, &c Royal Academy". La Belle Assemblée. Whitefriars: Thomas Davison. XI (66): 273. June 1830.
29. ↑  Gilchrist 1855, p. 285.
30. ↑  Robinson 2007, p. 388.
31. ↑  Smith 1996, p. 69.
32. ↑  Burnage 2011b, p. 36.
33. ↑  Burnage 2011b, p. 40.
34. ↑  Burnage 2011b, p. 42.
35. ↑  "Vanities". Vanity Fair. London: Thomas Gibson Bowles. 4 February 1882. p. 65.
36. ↑  Robinson 2007, p. 440.
37. ↑  Smith 1996, p. 149.
38. ↑  "'The Knight Errant', Sir John Everett Millais, Bt, 1870". London: Tate. Retrieved 16 December 2017.
39. ↑  "The Martyr of the Solway". London: Art UK. Retrieved 16 December 2017.
40. ↑  "'The Knight Errant', Sir John Everett Millais, Bt, 1870". London: Tate. Retrieved 16 December 2017.
41. ↑  Robinson 2007, p. 437.

### کتابشناسی
- Burnage, Sarah (2011a). "History Painting and the Critics".  In Burnage, Sarah; Hallett, Mark; Turner, Laura (eds.). William Etty: Art & Controversy. London: Philip Wilson Publishers. ISBN 978-0-85667-701-4. OCLC 800599710.
- Burnage, Sarah (2011b). "Painting the Nude and 'Inflicting Divine Vengeance on the Wicked'".  In Burnage, Sarah; Hallett, Mark; Turner, Laura (eds.). William Etty: Art & Controversy. London: Philip Wilson Publishers. ISBN 978-0-85667-701-4. OCLC 800599710.
- Burnage, Sarah; Bertram, Beatrice (2011). "Chronology".  In Burnage, Sarah; Hallett, Mark; Turner, Laura (eds.). William Etty: Art & Controversy. London: Philip Wilson Publishers. ISBN 978-0-85667-701-4. OCLC 800599710.
- Gilchrist, Alexander (1855). Life of William Etty, R.A. Vol. 1. London: David Bogue. OCLC 2135826.
- Robinson, Leonard (2007). William Etty: The Life and Art. Jefferson, NC: McFarland & Company. ISBN 978-0-7864-2531-0. OCLC 751047871.
- Smith, Alison (2001a). Exposed: The Victorian Nude. London: Tate Publishing. ISBN 1-85437-372-2.
- Smith, Alison (2001b). "Private Pleasures?".  In Bills, Mark (ed.). Art in the Age of Queen Victoria: A Wealth of Depictions. Bournemouth: Russell–Cotes Art Gallery and Museum. ISBN 0-905173-65-1.
- Smith, Alison (1996). The Victorian Nude. Manchester: Manchester University Press. ISBN 0-7190-4403-0.
- Wornum, Ralph Nicholson (1864). Descriptive and Historical Catalogue of the Pictures in the National Gallery: British School. London: Her Majesty's Stationery Office. OCLC 84988356.